# MUSASINO-1
MUSASINO-1 (или др. написание MUSASHINO-1) — один из первых электронных цифровых компьютеров, построенных в Японии в городе Мусасино (ныне район Токио). Создание компьютера началось в 1952 году в Лаборатории электрических коммуникаций компании Nippon Telegram and Telephone Public Corporation (NTT) и было закончено в марте 1957 года. Компьютер использовался до июля 1962 года. Является вторым после FUJIC (март 1956 года) японским цифровым электронным компьютером с хранимой в памяти программой.

## История создания
Компьютер создавался под руководством инженера Мурога Сабуро (Muroga Saburo) по его возвращении в Японию из США, где он летом 1954 года участвовал в создании компьютера ILLIAC I в Иллинойсском университете. Через ILLIAC I прослеживается «родственная связь» MUSASINO-1 с IAS-машиной фон Неймана.
MUSASINO-1 использовался в Лаборатории компании NTT для различных вычислений. Так как он был собран вручную и был по сути дела прототипом, его работа была нестабильной и требовала больших затрат на обслуживание. Коммерческая версия компьютера под названием MUSASINO-1B была представлена только в 1960 году. Позденее эта машина продавалась на рынке компанией Fuji Telecommunications Manufacturing (ныне Fujitsu) под названием FACOM 201. Она предназначалась для научных расчетов и послужила основой целого ряда ранних компьютеров FACOM компании Fujtisu, построенных с использованием параметронов в качестве элементной базы.

## Описание
- Разрядность: двоичная
- Формат команды: одноадресный
- Представление вещественных чисел: с фиксированной запятой
- Ввод данных: перфолента считывалась фотоэлектрическим устройством ввода
- Вывод данных: перфолента
- Тактовая частота: 6-25 кГц[6]

Компьютер использовал 519 вакуумных ламп и 5400 параметронов. Размер памяти на магнитных сердечниках составлял поначалу 32 слова, а год спустя — 256 слов. Слово состояло из 40 бит. В каждом слове хранилось две инструкции. Сложение осуществлялось за 1350 микросекунд, умножение — за 6800 микросекунд, а деление — за 26,1 миллисекунду.
Набор команд MUSASINO-1 представлял собой надмножество команд компьютера ILLIAC I, так что на нём можно было запускать программы, написанные для ILLIAC I, но не все: многие программы для ILLIAC I использовали некоторые биты в инструкциях для хранения данных, а компьютер MUSASINO-1 распознавал эти биты как команды.

## См.также
- FUJIC
- ILLIAC I